# Gwiazda Przemyśla

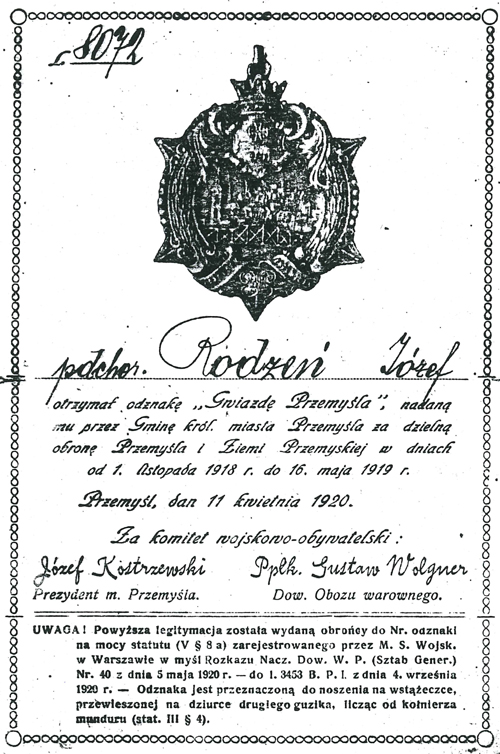
Legitymacja nadania odznaki „Gwiazda Przemyśla” podchorążemu Józefowi Rodzeniowi

Gwiazda Przemyśla – odznaka pamiątkowa przyznawana uczestnikom walk o oswobodzenie miasta Przemyśl toczonych od 1 listopada 1918 do 16 maja 1919 podczas wojny polsko-ukraińskiej.

## Opis odznaki
W rocznicę oswobodzenia Przemyśla zebrał się komitet wojskowo-cywilny, mający nadać odznaczenie jednostkom uczestniczącym w obronie i odzyskaniu miasta. Jego przewodniczącym został ówczesny komendant płk Gustaw Wolgner, a w gremium zasiedli oficerowie: płk Hackbeil, kpt. Jelewski, kpt. Łobarzewski, kpt. Studziński, kpt. Doskowski, kpt. Mańkowski, kpt. inż. Kazimierz Osiński, por. Adamowski oraz cywile: senator Apolinary Garlicki, prof. Przyjemski, naczelnik Ludomił Fiałkiewicz, dyr. Smołka, inż. Osostowicz, insp. Jankowski. Został ułożony statut i zatwierdzona odznaka Gwiazda Przemyśla. Odznakę ustanowiło miasto Przemyśl dla swych oswobodzicieli. Zaprojektowali ją Stanisław Jankowski i inż. Kazimierz Osiński.  Sztancę wykonał artysta Włosiński ze Lwowa.
Statut i odznaka zostały zarejestrowane przez Naczelne Dowództwo Wojska Polskiego i Ministerstwo Spraw Wojskowych (zatwierdzona Dz. Rozk. MSWojsk. nr 49, poz. 60 z 13 grudnia 1921 roku). Podczas uroczystości pierwszej rocznicy wyzwolenia Przemyśla komitet przyznał 1000 odznak. Za okres obrony Przemyśla przyjęto okres od 1 listopada 1918 do 16 maja 1919. Do przyznania odznaki nadeszło ok. 13 tys. zgłoszeń osób dysponujących legitymacjami z czasu obrony Przemyśla oraz oświadczeniem dwóch świadków. Zgłoszenia przyjmowano osobno od wojskowych (właściwy był adiutant Dowództwa Obozu Warownego kpt. Łobarzewski i por. Adamowski) i od cywilnych (właściwy był inż. Osiński). Do 1933 nadano 9 tys. odznak (łącznie w obronie Przemyśla i ziemi przemyskiej brało udział ok. 17 tys. osób). Ustalono, że wielu z obrońców ominęło odznaczenie, jako że nie byli świadomi o jej  istnieniu, natomiast część osób skutecznie złożyła wniosek, lecz nie była w stanie odebrać wyróżnienia.
„Gwiazda Przemyśla” była noszona na czerwono-żółtej wstążce (według Witolda Huperta) lub na wstążce czerwonej z białymi paskami po bokach (według Wiesława Bończy-Tomaszewskiego). Ta ostatnia wersja jest przedstawiana przez Muzeum Narodowe Ziemi Przemyskiej.
Odznaka jednoczęściowa wykonana w tombaku srebrzonym, oksydowana. Posiada kształt sześcioramiennej gwiazdy na którą nałożony jest wieniec z liści wawrzynu. Na górnym ramieniu gwiazdy umieszczono koronę połączoną z herbem Przemyśla. W środku wieńca znajduje się panorama Przemyśla. W dolnej części podwójna wstęga z napisem: OBROŃCOM PRZEMYŚLA, a między wstęgami czterolistna tabliczka z datami ll.XI. 1918 16.V. 1919. Na rewersie wybity numer nadania i nazwisko wykonawcy: E.M. Unger - Lwów.